# Le Bouchage (Isère)
Le Bouchage ist eine französische Gemeinde mit 648 Einwohnern (Stand: 1. Januar 2022) im Département Isère in der Region Auvergne-Rhône-Alpes. Sie gehört zum Arrondissement La Tour-du-Pin und ist Teil des Kantons Morestel. Die Einwohner werden Boucharants genannt.

## Geografie
Le Bouchage liegt etwa 33 Kilometer westnordwestlich von Chambéry an der Rhone. Umgeben wird Le Bouchage von den Nachbargemeinden Brangues im Norden, Groslée-Saint-Benoît im Osten und Nordosten, Les Avenières im Südosten, Veyrins-Thuellin im Süden, Vézeronce-Curtin im Südwesten, Morestel im Westen sowie Saint-Victor-de-Morestel im Nordwesten.

## Bevölkerungsentwicklung
| Jahr                       | 1962 | 1968 | 1975 | 1982 | 1990 | 1999 | 2006 | 2012 |
| -------------------------- | ---- | ---- | ---- | ---- | ---- | ---- | ---- | ---- |
| Einwohner                  | 416  | 384  | 334  | 397  | 424  | 462  | 549  | 592  |
| Quellen: Cassini und INSEE |      |      |      |      |      |      |      |      |

## Sehenswürdigkeiten
- Kirche Saint-Julien aus dem 19. Jahrhundert
- Wehrhaus von Saint-Julien

## Weblinks

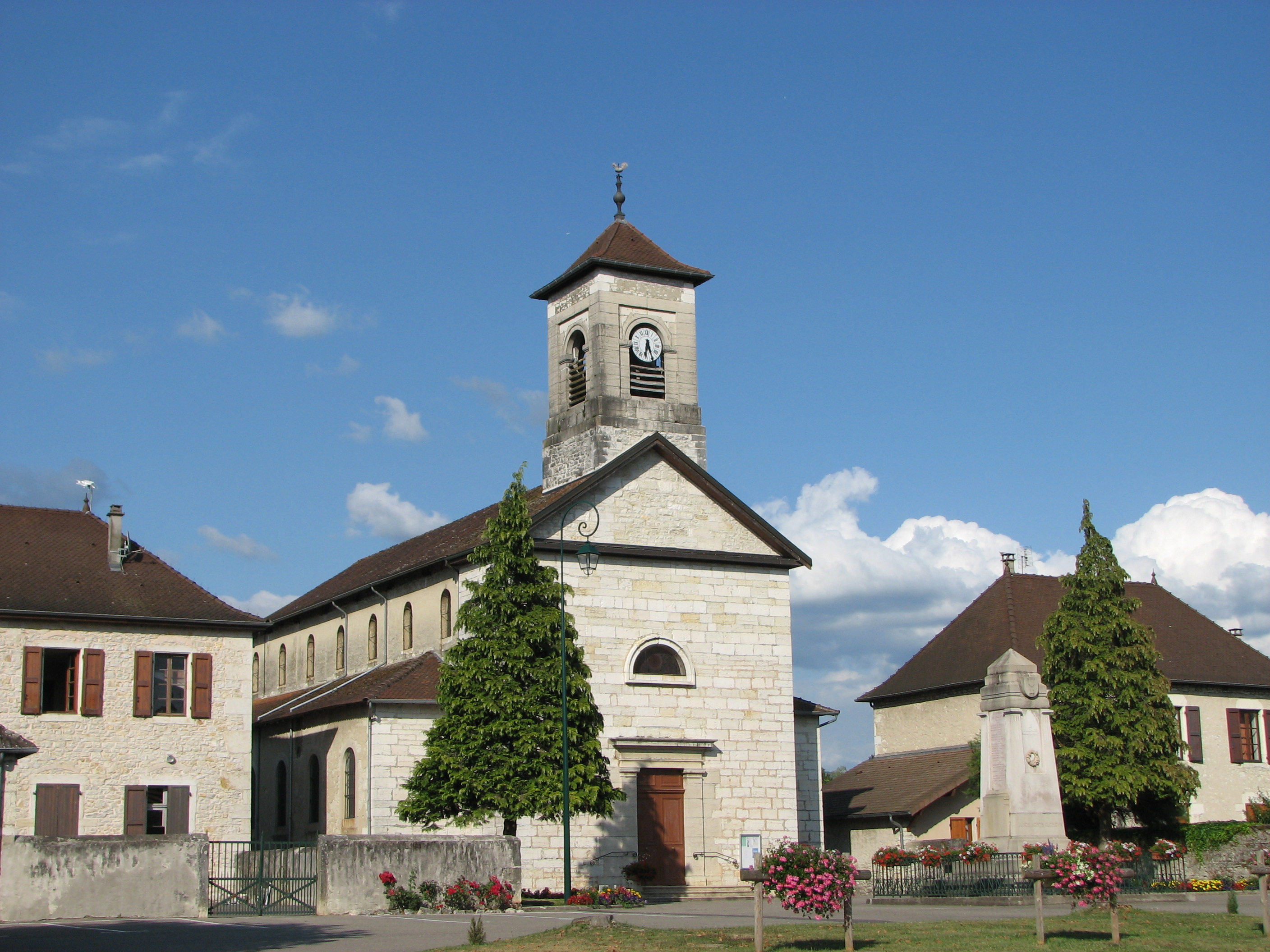
Kirche Saint-Julien